# Покр Мгер

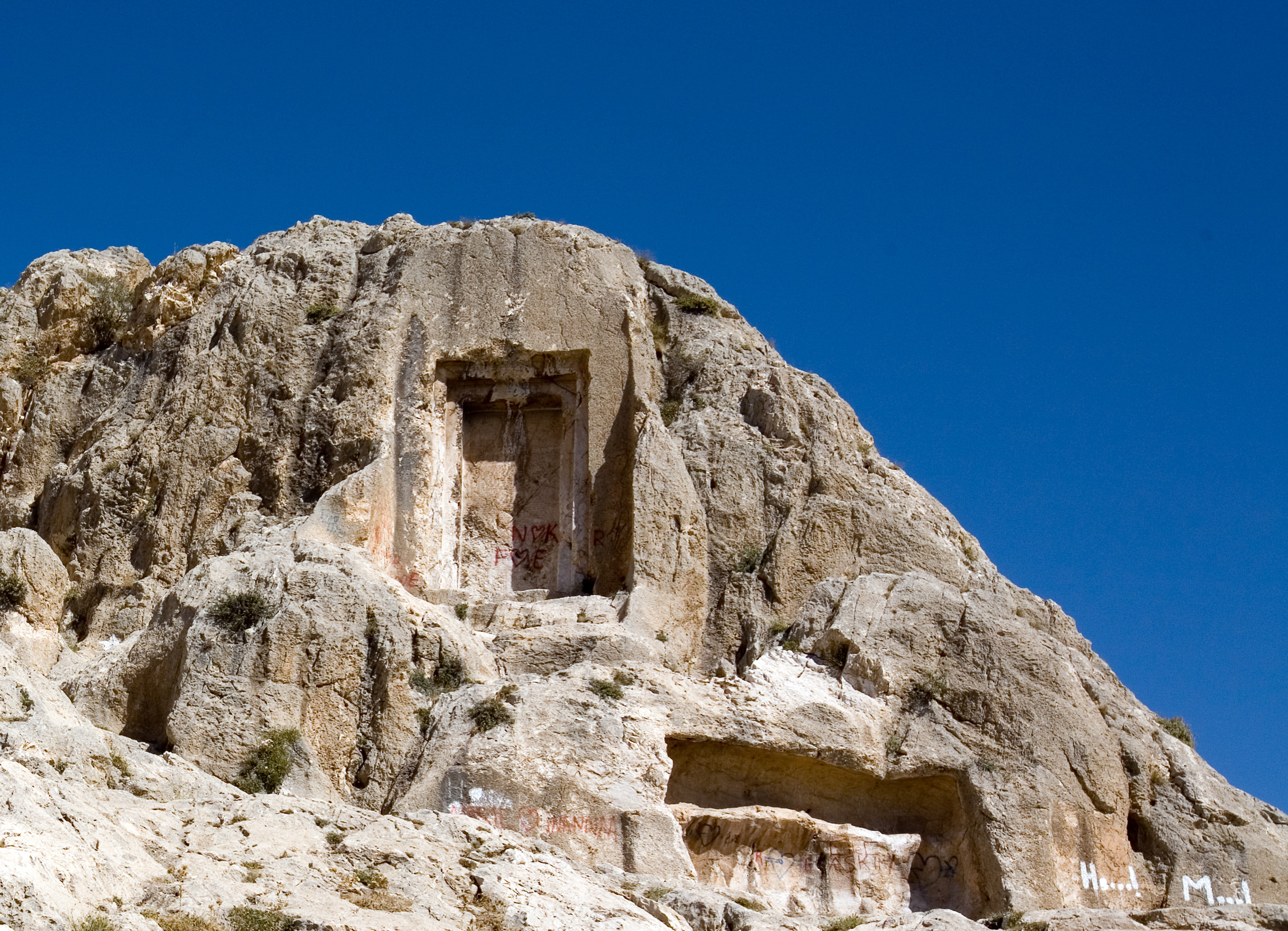
Двері Мгера

Покр Мгер (вірм.Փոքր Մհերը) — останній представник героїчного покоління епосу «Сасна црер» . Четверта гілка епосу присвячена його переслідувачу і герою Давіту і синові Хандут Хатун. Після одруження Давіт виїхав до Грузії і прожив там 7 років. Хандут має сина і називає його Мгер. Ставши дорослим, він вирішує піти і знайти свого батька. По дорозі батько і син зустрічаються і, не знаючи один одного, б'ються. Давіт впізнає свого сина по браслету Мгера, не прощає того, що він наважився битися з ним, і проклинає його. «Будь безсмертний, безспадкоємець!»

Після смерті Давіта, який замінив йому батька, Покр Мгер бореться з ворогами і перемагає, вбиває Чмшкік Султана, постившись за батька. Потім він одружується на красуні Гоар. Але прокляття батька справдилося. Мгер залишається позбавленим спадку. Гоар помирає. Земля не витримує під ногами Мгера. Сасна, останній сміливець, закривається в скелі Агравакар, кажучи:
Скільки світів лукавих,

І земель млявих, 

Посеред світу я не зостанусь. 

Скоро зв'яжуть Диявола, Єгова, 

Ебора пшениця – це маса пшениці, 

Скоро зв'яжемо Диявола, 

Є наказ на той час, 

Щоб ми були там.
Довгий час Покр Мгер блукав горою Сасною зі своїм вірним другом, запальним Куркіком Джалалу. Він був глибоко задуманий, відчував, що його героїчне життя добігає кінця. Він лементував, сили його з дня на день покидали, а нещастя народу все бiльше траплялись. І ось одного вечора Мгер зупинився перед чорним Воронячим камнем. Його страшна тінь розляглася над озером.
«Якщо я вдарю мечем по скелі, — сказав він собі, — і скеля трісне, то в мене немає гріха на душі».
З останніх сил він сильно вдарив по скелі і розколов Воронячий камінь надвоє. Мгер востаннє посміхнувся сонячному світлу, струснув з коня вуздечку й увійшов, скеля одразу ж зімкнулася за ним і завмерла назавжди. Жителі Сасуна дізналися, що Мгер увійшов у гору і назавжди ув'язнився, вони плакали сім днів і сім ночей, кликали Мгера додому, бивши каміння під ногами. Але все було марно. Пройшло багато років. Тільки один пастух може побачити Мгера лише один раз. Цей пастух з'являється в Агравакарі вночі. Камінь відкривається і з'являється могутній князь на величезному коні.
— Мгер, — зрадів пастух, — коли ти вже вийдеш звідси?
— Поки на світі панує брехня, я не зможу звідси вибратися. Коли земля буде розбита і відбудована, а зерно ячменю буде розміром з мак, зерно пшениці — розміром з троянду — мені буде дозволено вийти зі скелі.
З того дня його ніхто не бачив. Але кажуть, що вода тече з Агравакара у Вардавар і День Вознесіння. Це Куркік Джалал б'є копитами, витягуючи ту воду з-під землі. А якщо прислухатися до каменя, то чути тонке каркання Куркіка.

## Літературні твори
- Ав. Ісаакян, Сасма Мгер.
- Левон Хечоян, Мгереві двері книга

## Дивіться також:
- Сасна црер

## Зовнішні посилання
- Четверта гілка епосу «Давид Сасунський».